# Salaad Gabeyre Kediye
Salaad Gabeyre Kediye, également connu sous le nom de Salah Gaveire Kedie, était un haut fonctionnaire militaire somalien et un révolutionnaire. Il est né en 1933 à Harardhere et décédé le 3 juillet 1972 à Mogadiscio.

## Biographie
Kediye est né en Somalie dans une famille Hawiyé du clan Abgaal. Il a fait sa formation militaire à l'Académie militaire Frounze à Moscou, une institution soviétique d'élite réservée aux officiers les plus qualifiés des armées du Pacte de Varsovie et à leurs alliés. Après çà il est nommé général dans l'armée nationale somalienne.
Le 15 octobre 1969, alors qu'il rendait visite à la ville de Las Anod, dans le nord du pays, en Somalie, le président Abdirashid Ali Shermarke a été abattu par l'un de ses gardes du corps. Son assassinat fut rapidement suivi d'un coup d'État militaire le 21 octobre 1969 (le lendemain de ses funérailles), au cours duquel l'Armée nationale somalienne s'empara du pouvoir sans rencontrer d'opposition - essentiellement une prise de contrôle sans effusion de sang. Le putsch a été mené par le major général Mohamed Siad Barre, qui à l'époque commandait l'armée,.
Aux côtés de Mohamed Siad Barre, le Conseil Suprême Révolutionnaire (CSR) a pris le pouvoir après l'assassinat du président et était présidé par le général Salaad Gabeyre Kediye et le chef de la police, Jama Korshel. Kediye est devenu officiellement le «père de la révolution somalienne».
En 1971, il est arrêté pour trahison et pour avoir commandité l'assassinat du président Barre, qui le fit exécuter en public l'année suivante.

## Espionnage au profit du KGB
En 2005, l'historien de Cambridge Christopher Andrew a publié dans son livreThe World Was Going Our Way, un compte-rendu détaillé des opérations du KGB en Afrique, en Asie et en Amérique latine, co-écrit avec l'ex-Major du KGB Vassili Mitrokhine. Il y est écrit que Kediye était un agent rémunéré du KGB portant le nom de code OPERATOR. Ironiquement, le service de sécurité nationale (SSN), formé par le KGB, l'aile du Conseil Suprême Révolutionnaire, avait procédé à l'arrestation de Kediye.